# Хедвига фон Бранденбург
Хедвига фон Бранденбург (на немски: Hedwig von Brandenburg, Hedwig von Ballenstedt; * 1140, † края на март 1203) от род Аскани, е чрез женитба маркграфиня на Майсен (1156 – 1190).

## Живот
Тя е дъщеря на Албрехт Мечката (1100 – 1170), първият маркграф на Маркграфство Бранденбург, и съпругата му София фон Винценбург (1105 – 1160), дъщеря на граф Херман I от Винценбург.
През 1147 г., на 15-годишна възраст, Хедвига се омъжва за Ото Богатия (1125 – 1190), маркграф на Майсен от 1156 до 1190 г. През 1162 г. тя дава идеята да се основе манастира Алтцела.
По желание на Хедвига нейният съпруг Ото обявява за свой наследник на маркграфството по-малкия им син Дитрих. По-големият им син Албрехт затваря баща си заради това, но го освобождава по заповед на Фридрих I Барбароса.
Хедвига умира края на март 1203 г. и на 1 април 1203 г. е погребана до нейния съпруг († 1190) в манастир Алтцела.

## Деца
- Албрехт I Горди (1158 – 1195), женен за София Бохемска
- Аделхайд (1160 – 1211), омъжена 1178 г. за Отокар I, крал на Бохемия
- Дитрих I Угнетения (1162 – 1221), женен за Юта Тюрингска
- София, омъжена за Удалрих II, херцог на Моравия